# نئوفاشیسم

پرچم اتحادیه طلوع طلایی، حزب نئوفاشسیت یونان

نئوفاشیسم (فرانسوی: Néofascisme‎) ایدئولوژی است که پس از جنگ جهانی دوم شکل گرفت و شامل عناصر قابل توجهی از فاشیسم است. هم‌چنین نئو فاشیسم غالباً شامل انگاره‌های ملی‌گرایی، عوامگرایی و ضد مهاجرت می‌شود و رویکردی بومی‌گرایانه، ضد کمونیسم، ضد-مارکسیسم، ضد آنارشیسم و مخالف با نظام پارلمانی و لیبرال دموکراسی دارد.
به کار بردن واژه نئوفاشیسم درباره یک گروه می‌تواند اتهامی بحث‌برانگیز باشد، به ویژه اگر این گروه، حزب یا تشکل سیاسی باشد. برخی از رژیم‌های پس از جنگ جهانی دوم برخی اوقات به دلیل ماهیت استبدادیشان و گاه به علت همدلی و شیفتگی به آیین و مرام فاشیسم به عنوان نئوفاشیست شناخته می‌شوند.

لقب پسافاشیسم به احزاب اروپایی داده می‌شود که از شکل اصلاح‌شده‌ای از فاشیسم حمایت می‌کنند و در سیاست مطابق قانون اساسی مشارکت می‌کنند.

## ترکیه
گرگ‌های خاکستری سازمان جوانان حزب جنبش ملی ترکیه و یک گروه افراطی، تروریستی و نئوفاشیستی است.

## ایران
در ایران حزب سومکا و پان ایرانیست اندیشه نئو فاشیستی بر مبنا الحاق سرزمین‌های ایران قدیمی تأکید دارند. از مرام‌های این احزاب می‌توان به ملی‌گرایی، یهود ستیزی و ضد کمونیسم اشاره کرد.